# Кашолц
Кашолц (рум. Cașolț) — село у повіті Сібіу в Румунії. Входить до складу комуни Рошія.
Село розташоване на відстані 206 км на північний захід від Бухареста, 10 км на схід від Сібіу, 122 км на південний схід від Клуж-Напоки, 104 км на захід від Брашова.

## Населення
За даними перепису населення 2002 року у селі проживали 666 осіб.
Національний склад населення села:
| Національність | Кількість осіб | Відсоток |
| -------------- | -------------- | -------- |
| румуни         | 649            | 97,4%    |
| цигани         | 11             | 1,7%     |
| німці          | 5              | 0,8%     |

Рідною мовою назвали:
| Мова      | Кількість осіб | Відсоток |
| --------- | -------------- | -------- |
| румунська | 660            | 99,1%    |
| німецька  | 5              | 0,8%     |